# Barbara Tuchman
Barbara Wertheim Tuchman (Nova York, 30 de gener de 1912 - Greenwich, Connecticut - 6 de febrer de 1989) va ser una historiadora, periodista i escriptora estatunidenca.
Va guanyar el premi Pulitzer dues vegades, per The Guns of August (1962), una història més venuda del preludi i el primer mes de la Primera Guerra Mundial, i Stilwell and the American Experience in China (1971), una biografia del General Josep Stilwell.
Tuchman es va centrar a escriure història popular.

## Biografia
Barbara Wertheim va néixer el 30 de gener de 1912, filla del banquer Maurice Wertheim i de la seva primera esposa Alma Morgenthau. El seu pare era un individu de riquesa i prestigi, propietari de la revista The Nation, president del Comitè Jueu Americà, destacat col·leccionista d'art i fundador del Theatre Guild. La seva mare era filla d’Henry Morgenthau, ambaixador de Woodrow Wilson a l'Imperi Otomà.
Tot i que no ho va mencionar explícitament al seu llibre de 1962 The Guns of August, Tuchman va estar present en un dels esdeveniments fonamentals del llibre: la persecució del creuer de batalla alemany Goeben i el creuer lleuger Breslau. En el seu relat de la persecució va escriure: Aquell matí [10 d'agost de 1914] va arribar a Constantinoble el petit vapor italià de passatgers que havia presenciat l'acció ' Gloucester contra Goeben i Breslau. Entre els seus passatgers hi havia la filla, el fill de -law i tres néts de l'ambaixador estatunidenc Sr. Henry Morgenthau. Com que era néta d'Henry Morgenthau, es refereix a ella mateixa, cosa que es confirma en el seu llibre posterior Practicing History, en què explica la història del seu pare, Maurice Wertheim, viatjant de Constantinoble a Jerusalem el 29 d'agost de 1914, per lliurar fons a la comunitat jueva d'allà. Així, a les dues, Tuchman va estar present durant la persecució de Goeben i Breslau, que va documentar 48 anys més tard.
Va formar-se a l'escola Walden de Nova York i després al Radcliffe College, on es va titular en història i literatura l'any 1933.
Després de graduar-se es va traslladar al Japó per treballar fins a l'any 1935 en un lloc no remunerat a l'Institute of Pacific Relations. Durant aquest període va començar a col·laborar amb algunes poblacions locals, com ara Far Eastern Survey i Pacific Affairs, i també va participar en l'elaboració d'un manual econòmic sobre la zona del Pacífic.
L'any 1936 va començar a treballar per la revista The Nation, publicació que el seu pare havia comprat per evitar-ne la fallida. En un inici s'encarregava de revisar-ne els articles però l'any 1937 va començar a escriure’n de propis. Aquest any també se’n va anar a cobrir la Guerra civil espanyola com a corresponsal de la revista a València i Madrid. L'any 1938 va publicar el seu primer llibre d'història, The Lost British Policy.

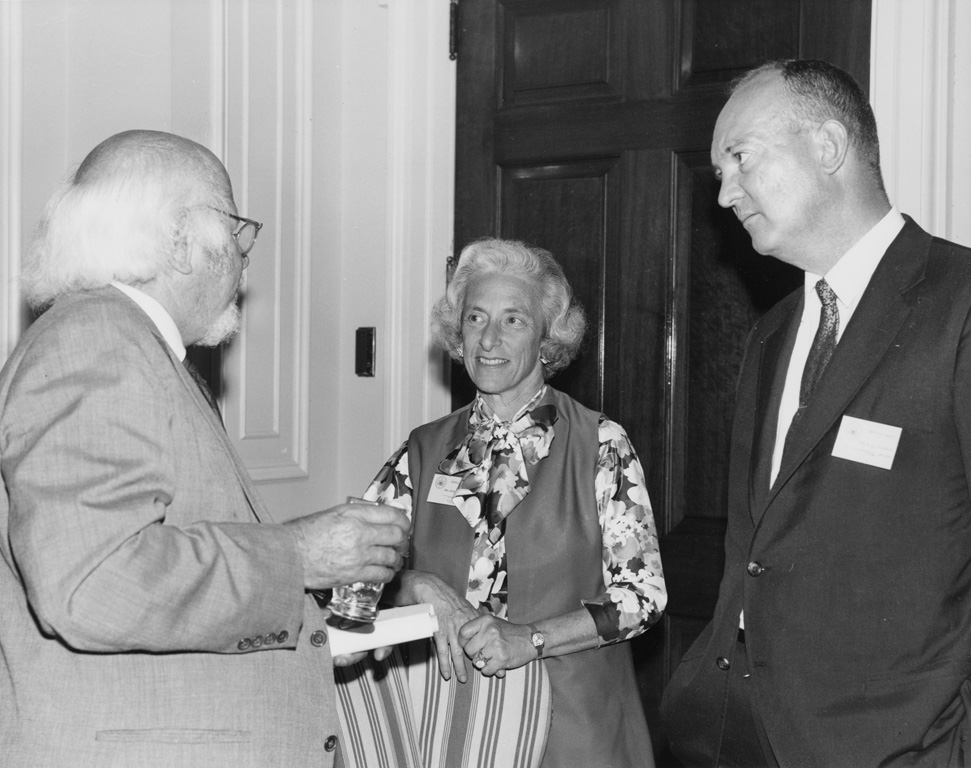
Tuchman amb William L. Shirer (esquerra) i John Eisenhower (dreta) el 1971

Tuchman va fer una pausa en la seva carrera en casar-se l'any 1940. No va ser fins a finals de la Segona Guerra Mundial quan va tornar a la feina redactant informació sobre l'Extrem Orient per a l'Office of War Information de Nova York. L'any 1956 va publicar la seva segona obra, Bible and Sword, i a partir de llavors va continuar publicant ininterrompudament fins just abans de la seva mort l'any 1989. Destaquen principalment les obres The Guns of August i Stilwell and the American Experience in China, amb les quals va ser reconeguda amb el Premi Pulitzer.
Tuchman va ser presidenta de la Society of American Historians, tresorera de l'Authors Guild, membre del consell de l'Authors League of America, presidenta de l'American Academy of Arts and Letters i de l'American Academy of Arts i Sciences.
Va ser nomenada doctora honoris causa per la Universitat Yale, la Universitat de Colúmbia, la Universitat de Nova York, el Williams College, la Universitat de Massachusetts, l'Smith College, el Hamilton College, el Mount Holyoke College, la Universitat de Boston i la Universitat Harvard.
Wertheim va ser influenciada de ben jove pels llibres de Lucy Fitch Perkins i GA Henty, així com per les novel·les històriques d’Alexandre Dumas. Va anar a l’escola Walden a l'Upper West Side de Manhattan. Va rebre una llicenciatura en arts al Radcliffe College el 1933, després d'haver estudiat història i literatura.

## Investigadora i periodista
Després de graduar-se, Wertheim va treballar com a ajudant d'investigació voluntària a l’Institut de Relacions del Pacífic de Nova York, va passar un any a Tòquio entre 1934 i 1935, inclòs un mes a la Xina, i després va tornar als Estats Units a través del Ferrocarril Transiberià fins a Moscou i cap a París. També va col·laborar a The Nation com a corresponsal fins a la venda de la publicació per part del seu pare el 1937, viatjant a València i Madrid per cobrir la Guerra Civil espanyola.
El 1940, Wertheim es va casar amb Lester R. Tuchman (1904–1997), internista, investigador mèdic i professor de medicina clínica a la Mount Sinai School of Medicine de Manhattan. Van tenir tres filles, inclosa Jessica Mathews, que es va convertir en presidenta del Carnegie Endowment for International Peace.
Durant els anys de la Segona Guerra Mundial, Tuchman va treballar a l’Oficina d'Informació de Guerra. Després de la guerra, Tuchman va passar la següent dècada treballant per criar els fills mentre feia investigacions bàsiques per al que finalment es convertiria en el llibre de 1956 Bible and Sword: England and Palestine from the Bronze Age to Balfour.

## Historiadora
Amb la publicació de Bible and Sword el 1956, Tuchman es va dedicar a la investigació i l'escriptura històrica, elaborant un llibre nou aproximadament cada quatre anys. En lloc de sentir-se obstaculitzada per la manca d'un títol avançat en història, Tuchman va argumentar que la llibertat dels rigors i les expectatives de l'acadèmia era realment alliberadora, ja que les normes de l'escriptura acadèmica haurien sufocat qualsevol capacitat d'escriptura.
Tuchman va afavorir un enfocament literari a l'escriptura de la història, proporcionant narracions explicatives eloqüents en lloc de concentrar-se en el descobriment i la publicació de noves fonts d'arxiu. En paraules d'un biògraf, Tuchman no era una historiadora d'historiador; era una historiadora profana que va fer que el passat fos interessant per a milions de lectors.
El 1971, Tuchman va rebre el premi literari de St. Louis de la Saint Louis University Library Associates.
El 1978, Tuchman va ser elegida membre de l'Acadèmia Americana d'Arts i Ciències. Es va convertir en la primera dona presidenta de l'Acadèmia Americana d'Arts i Lletres el 1979. Va guanyar un premi nacional del llibre d'història dels EUA per la primera edició de butxaca d’A Distant Mirror el 1980. També el 1980 Tuchman va donar la National Endowment for the Humanities (NEH) Jefferson Lecture, el màxim honor del govern federal dels Estats Units per assoliments en humanitats. La conferència de Tuchman es titulava Els millors moments de la humanitat.
Tuchman va ser administradora del Radcliffe College i professor de la Universitat Harvard, la Universitat de Califòrnia i el Naval War College. Tot i que mai no es va llicenciar en història, Tuchman va rebre uns quants títols honorífics de les principals universitats nord-americanes, com ara la Universitat Yale, la Universitat Harvard, la Universitat de Nova York, la Universitat de Colúmbia, la Universitat de Boston i el Smith College, entre d'altres.

## Mort i llegat
Tuchman va morir el 1989 a Greenwich, Connecticut, després d'un ictus.
Una torre de Currier House, una divisió residencial primer del Radcliffe College i ara del Harvard College, va ser batejada en honor de Tuchman.

## Llei de Tuchman
A la introducció del seu llibre de 1978 A Distant Mirror, Tuchman va identificar de manera divertida un fenomen històric que va anomenar Llei de Tuchman, és a dir:
| « | El desastre rarament és tan generalitzat com sembla des dels comptes registrats. El fet d'estar al disc fa que sembli continu i omnipresent mentre que és més probable que hagi estat esporàdica tant en el temps com en el lloc. A més, la persistència de la normalitat sol ser més gran que l'efecte de la pertorbació, com sabem des dels nostres temps. Després d'absorbir les notícies d'avui, s'espera enfrontar-se a un món format completament per vagues, crims, fallades de subministrament elèctric, trencaments d'aigua, trens aturats, tancaments d'escoles, assetjadors, drogodependents, neonazis i violadors. El cas és que un pot tornar a casa al vespre —en un dia de sort— sense haver trobat més d'un o dos d'aquests fenòmens. Això m'ha portat a formular la Llei de Tuchman de la següent manera: El fet de ser informat multiplica l'extensió aparent de qualsevol desenvolupament deplorable per cinc a deu vegades (o qualsevol xifra que el lector voldria proporcionar). | » |

La Llei de Tuchman s'ha definit com un principi psicològic de preparació perceptiva o probabilitat subjectiva i un que és una guia útil per alinear-nos amb la nostra incomprensió subjectiva dels perills del món alimentat per la televisió i altres mitjans on es produeixen actes aleatoris però rars. La violència sembla més freqüent que les taxes molt més altes de violència i danys que es deriven, per exemple, de la delinqüència de coll blanc i les decisions corporatives.

## Obres

### Llibres
- The Lost British Policy: Britain and Spain Since 1700. London: United Editorial, 1938. OCLC 1437885
- Bible and Sword: England and Palestine from the Bronze Age to Balfour. New York: New York University Press, 1956. OCLC 445506445506
- The Zimmermann Telegram: America Enters The War, 1917 – 1918. New York: Viking Press, 1958. OCLC 221110341221110341
- The Guns of August. New York: Macmillan, 1962. OCLC 781625312781625312
- The Proud Tower: A Portrait of the World before the War, 1890–1914. New York: Macmillan, 1966. ISBN 0345405013
- Stilwell and the American Experience in China, 1911–45 New York: Macmillan, 1971. OCLC 109537109537
- Notes from China. New York: Collier, 1972. OCLC 570634570634
- A Distant Mirror: The Calamitous Fourteenth Century. New York: Alfred A. Knopf, 1978. ISBN 0394400267
- Practicing History: Selected Essays. New York: Alfred A. Knopf, 1981. ISBN 0394520866
- The març of Folly: From Troy to Vietnam. New York: Knopf/Random House, 1984. ISBN 0394527771
- The First Salute: A View of the American Revolution. New York: Knopf/Random House, 1988. ISBN 0394553330

### Altres obres
- America's Security in the 1980s. London: International Institute for Strategic Studies, 1982.
- The Book: A Lecture Sponsored by the Center for the Book in the Library of Congress and the Authors' League of America, Presented at the Library of Congress, 17 d’octubre de 1979. Washington, DC: Library of Congress, 1980.

## Obres
- 1938: The Lost British Policy: Britain and Spain Since 1700.
- 1956: Bible and Sword: England and Palestine from the Bronze Age to Balfour
- 1958: The Zimmermann Telegram
- 1962: The Guns of August (també conegut com August 1914)
- 1966: The Proud Tower: A Portrait of the World Before the War
- 1970: Stilwell and the American Experience in China, 1911–45
- 1978: A Distant Mirror: The Calamitous 14th Century
- 1984: The March of Folly: From Troy to Vietnam
- 1988: The First Salute